# Cortijos Nuevos (Segura de la Sierra)
Cortijos Nuevos es una pedanía española que pertenece al municipio de Segura de la Sierra de la provincia de Jaén, en la comunidad autónoma de Andalucía, perteneciente a la comarca de Sierra de Segura, situada al noreste de Andalucía. Su número de habitantes aumentó a partir de los años cincuenta, sobre todo acogiendo a los vecinos de las pequeñas aldeas y cortijos de alrededor, en la actualidad es el municipio más poblado de esta zona de la sierra.

## Descripción
Está ubicada a los pies del monte el Yelmo, uno de los picos más altos de la sierra, con 1809 metros. Situado en una encrucijada de caminos, que conducen: hacia levante, al interior de la Sierra, a la comarca del Condado o a la de las Lomas. Se extiende en el centro de una semi-explanada llena de olivos, al fondo aparecen las primeras elevaciones importantes de esta sierra, pobladas de pinos, encinas y otras plantas características de la flora mediterránea como: el romero, las jaras, la retama, la cornicabra, el tomillo, las aliagas, lavanda etc. 
A sus habitantes se les llama cortijeros o serranos, la mayoría se dedica al cultivo del olivo y su fruto el aceite, que en esta comarca tiene la denominación de origen Sierra de Segura, también dispone de huertos de regadío, cultivados sobre todo para el abastecimiento familiar. Cada vez es más importante para la economía de la zona el turismo y la explotación de este sector. La ubicación de esta pedanía, constituye un excelente punto de partida para poder acceder a cualquier lugar de la Sierra: al nacimiento del Guadalquivir, pantano del Tranco, el pueblo de Hornos, el Charco de la Pringue, el nacimiento del Segura, río Madera y varias aldeas desperdigadas por el contorno, donde aún se conservan costumbres y hábitos de otra época, sin olvidar su gastronomía, son muy apreciados: los galianos, el ajo, las migas, los andrajos, la gachamiga, el ajoatao, etc.
Esta localidad dispone de Colegio de Educación Primaria "Sierra de Segura", Centro de Secundaria, IES, "El Yelmo" y Centro de Educación Permanente "Tavara". En el mes de julio suele celebrarse su Festival Internacional del Aire. Es bastante frecuente cuando las circunstancias meteorológicas acompañan, ver a los aficionados al parapente, emprender el vuelo desde la cumbre del Yelmo y planear sobre la zona para finalmente acabar tomando tierra a las afueras de esta población.